# باورس
باورس هي قرية في مقاطعة ميانة، إيران. عدد سكان هذه القرية هو 183 في سنة 2006.